# Maria Wine

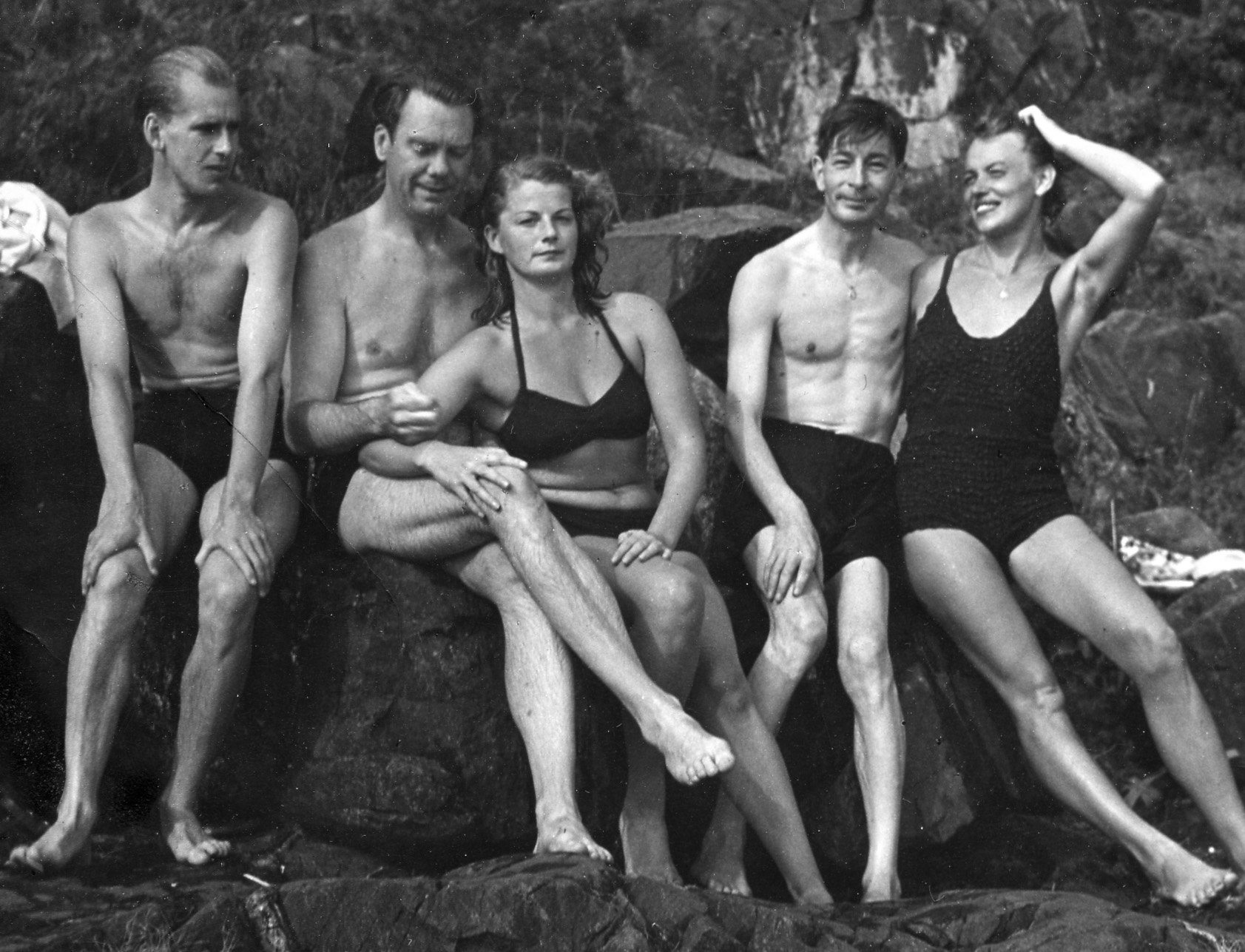
Maria Wine (au milieu) et Artur Lundqvist (2e en partant de la gauche) en 1947.

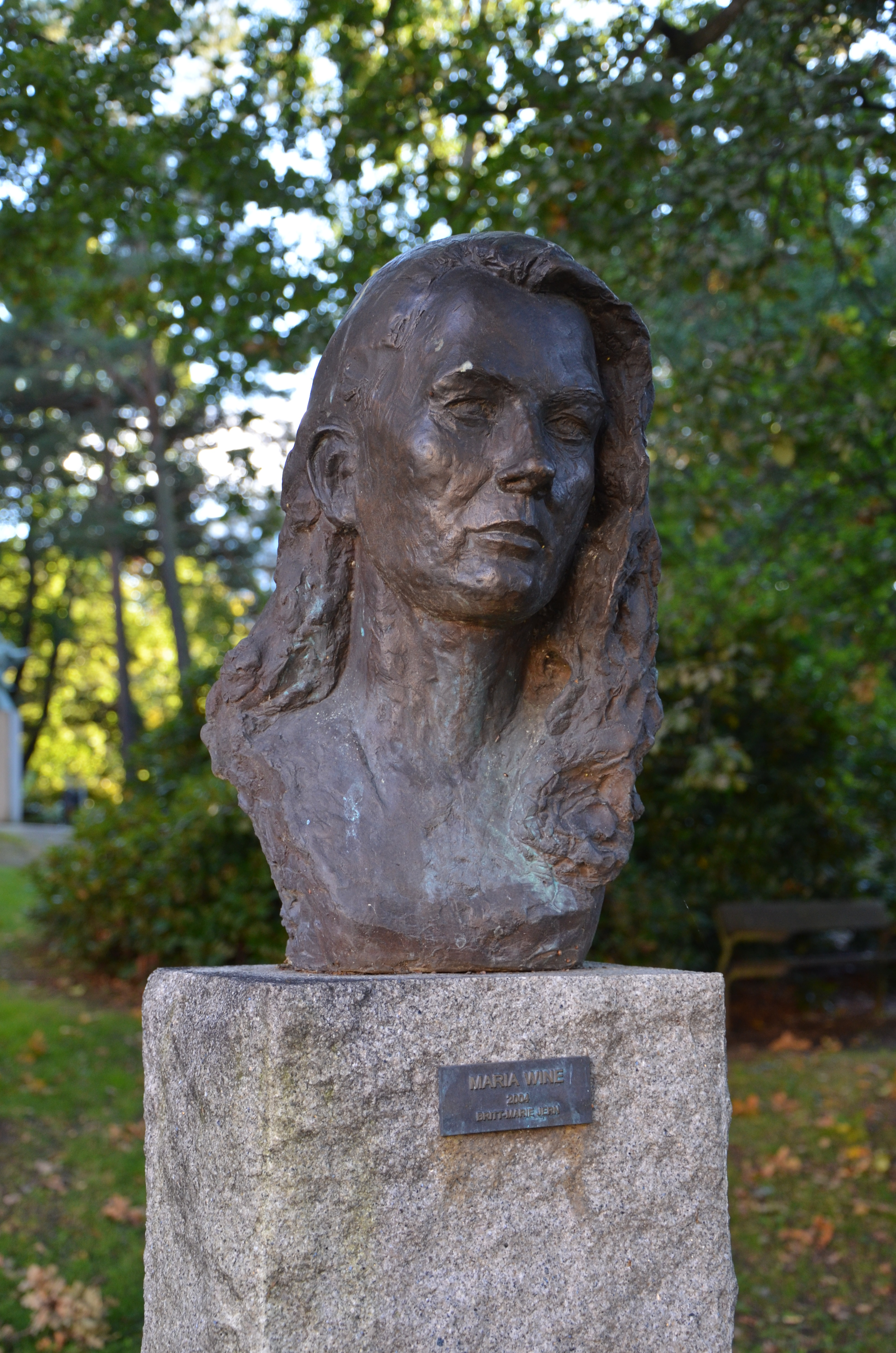
Britt-Marie Jerns byste över Maria Wine i Maria Wine-parken i Solna.

Maria Wine est le nom de plume de l'écrivaine suédoise Karla Petersen, née le 8 juillet 1912 à Copenhague au Danemark, et morte le 22 avril 2003 à Solna en Suède.

## Biographie
Maria Wine connait une enfance malheureuse. À l'âge de quatre ans, sa mère la place dans un foyer pour enfants, où elle est fréquemment battue. Plus tard, elle est adoptée par sa tante dont le compagnon est alcoolique . 
Sa vie prend un autre tournant lorsqu'en juin 1936, pendant des vacances à Rovig, elle rencontre l'écrivain suédois Artur Lundkvist. Ils correspondent une année puis se marient.
Maria Wine s'installe en Suède.. Elle y côtoie le monde de la littérature et se met à écrire, influencée par son mari. Elle publie plus de trente ouvrages.

## Travaux
Les expériences traumatiques de son l'enfance ont largement influencé son œuvre littéraire. Elles y sont évoquées dans les romans autobiographiques Man Har ett skjutit Lejon (1951) et Virveldans (1953). 
Bien que son premier recueil de poèmes ait été refusé par l'éditeur Gyldendal, elle devient l'une des poétesses les plus fascinantes et productives de la période d'après-guerre. Ses textes poétiques prennent leur force dans leur sincérité.    
En 1943, elle a fait ses débuts avec le recueil de poèmes Vinden ur Mörkret suivi par Naken som Ljuset (1945) et Feberfötter (1947).   
L'amour est un thème récurrent dans les poèmes de Maria Wine : l'amour libre, érotique et sensuel, la dévotion, mais aussi l'amour tourmenté. 
La maladie et la mort de son mari deviennent par la suite des thèmes centraux. Ils sont décrits dans son livre de mémoires Minnena vakar (1994).

### Œuvres
| - Vinden ur mörkret 1943 - Naken som ljuset 1945 - Feberfötter 1947 - Ring i ring 1948 - Född med svarta segel 1950 - Man har skjutit ett lejon (1951). - Virveldans 1953 - Dikter 1942-1950 1954 - Stenens källa 1954 - Munspel under molnen 1956 - Kanskes osäkra båt 1957 - En bortkastad ros 1958 | - Skönhet och död 1959 - Vinge 1961 - Kärlek i svart och rött 1961 - Jag i andra 1963 - Talar fågel, talar jag 1964 - Byta daggkåpa 1965 - Svarta serenader 1967 - Skärvor av pärlemor 1969 - Där skönheten tigger sitt bröd 1970 - Djurkrets 1971 - Vredens och kärlekens hand 1973 - Nattlandia 1975 | - Resor i glädje och fruktan 1976 - Svårmodets mod 1977 - Tala! Jag lyssnar 1978 - Lövsus i moll 1979 - Under höstens stjärnor 1982 - Skuggan av molnet 1984 - Kärleken 1985 - Den bevingade drömmen 1987 - Men ändå en glädje 1991 - Minnena vakar 1994 - Utan längtan-inget liv 1997 - Dikter 2000 |

## Prix et récompenses
- Prix Bellman 1976
- Prix Ferlin 1985
- Lyrikpreis der Gustaf Fröding-Gesellschaft 1998
- Professeur 2002